# Petro Korçari

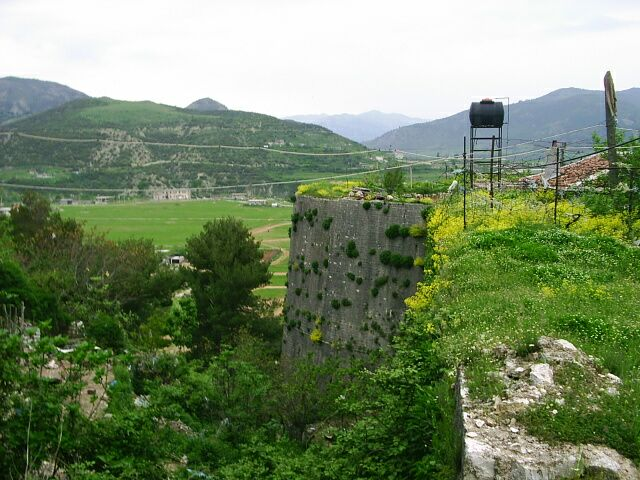
Pevnost v Tepelenë, na jejímž návrhu se Korçari podílel.

Petro Korçari (1770–1812) byl albánský architekt, dvorní architekt Ali Paši Janinského (tepelenského). Pocházel z okolí města Korça.

## Životopis
Korçarimu se nejspíše dostalo i vzdělávní v západní Evropě. Pracoval s týmem architektů a stavitelů pro Aliho Pašu, především připravoval infrastrukturní stavby, pevnosti a mosty. V týmu Aliho Paši působila i řada západních stavitelů.

## Dílo
Je mu připisováno autorství celé řady staveb, které se na území současné jižní Albánie nacházely, nebo nacházejí. Mezi ně patří např. přestavba pevnosti v Gjirokastëru a k ní navazující viadukt, Dům Zekate, pevnost ve městě Tepelenë, most v témže městě, nebo několik staveb v řecké Ioannině. Navrhl také několik domů a mešitu a hrad v Suli u města Parga v Řecku. Mezi jeho nejznámější stavby patří pevnost v Ioannině, která byla dokončena roku 1805. Velké množství Korçariho staveb se vzhledem k častým bojům a nestabilitě v regionu severního Epiru do současné doby nedochovalo; pevnost v Ioannině byla zničena roku 1822, pevnost v Tepeleně i tamní most na počátku 19. století a viadukt v Gjirokastëru se zřítil v druhé polovině 19. století.
Několik ulic ve větších albánských městech v dnešní době nese jeho jméno.